# 莫雷兰迪亚
莫雷兰迪亚是巴西伯南布哥州的一个市镇。总面积619.74平方公里，总人口11148人，人口密度18人/平方公里。